# Myrmecia nigriceps
Espèce
Myrmecia nigriceps est une espèce de fourmis primitives endémique d'Australie.

## Galerie

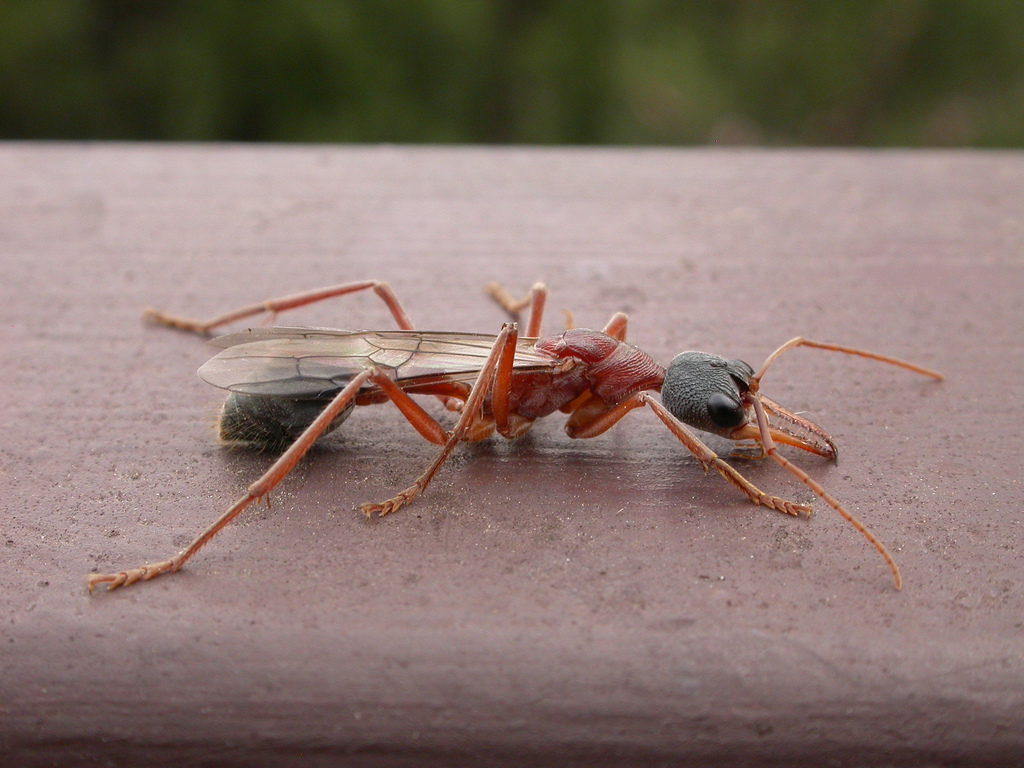
Reine.